# Henrik, hertig av Cornwall

För andra barn till Henrik VIII med samm namn, se Henrik VIII av England#Barn och graviditeter.  
Henrik, hertig av Cornwall, född 1 januari 1511, död 11 februari 1511, var det andra barnet och första sonen, och tronarvinge till kung Henrik VIII. Han föddes arton månader efter föräldrarnas bröllop och kröning. Hans äldre syster, född 31 januari 1510, föddes tre månader för tidigt och överlevde ej.
Henrik och hans drottning planerade att storslaget fira arvingens födelse, pojken blev omedelbart hertig av Cornwall, och det planerades att han senare, då han blev vuxen, skulle bli prins av Wales, kung av England och den tredje kungen i Tudordynastin. Barnet dog dock plötsligt 11 februari 1511. Orsaken skrevs ej ned. 
Samtidiga källor menar att båda föräldrarna blev förtvivlade över förlusten av sitt andra barn. De djupt religiösa Katarina tillbringade timmar på knä på kallt stengolv bedjande, något som oroade hovet. Henrik distraherade sig från sorgen genom att utan framgång kriga mot Ludvig XII av Frankrike tillsammans med sin svärfar Ferdinand II av Aragonien. 